# Romería de Nuestra Señora de la Carrasca
La romería en honor a la Virgen de la Carrasca, conocida popularmente como La Carrasca o Fiesta de la Virgen, es una manifestación de religiosidad católica popular en el municipio español de Villahermosa, perteneciente a la provincia de Ciudad Real.

## La romería
La romería dura cuatro días y es celebrada en el Santuario-Plaza de toros de la Virgen de la Carrasca, a 16 kilómetros de Villahermosa.
Comienza en la Iglesia Parroquial de Nuestra Señora de la Asunción de Villahermosa con una misa celebrada a las 5 de la mañana del sábado. Al finalizar, la Virgen sale en procesión con San Agustín hasta la ermita de Santa Ana, donde se le reza y se le despide de las personas que se quedan en el pueblo. San Agustín se va a su Ermita y la Virgen empieza su camino hasta su Santuario. Primero, hace una parada en Azuer, zona en la que tiene una ermita con el mismo nombre y que está a 3 kilómetros de Villahermosa. Después va haciendo pequeñas paradas hasta llegar al Santuario. Antes de llegar, se tiran petardos para alertar de la proximidad de la Virgen a la gente que la espera en la Plaza de Toros. A las 12 en punto de la mañana. La Virgen asoma por la puerta y la reciben con las canciones de la Banda Municipal y con los aplausos de cada una de los miles de personas allí presentes. A las 12:30 se le hace una misa en el Santuario. Después, empiezan los actos no religiosos. Por la tarde, se realiza un concierto todos los años con artistas de alta gama, por ejemplo, Manolo Escobar. Por la noche, también hay un concierto no tan importante como el ya mencionado. A la mañana siguiente, la del domingo, después de la misa, se celebra una procesión en la que los quintos se cambian la labor, siendo ahora las quintas las que llevan la Virgen y los quintos la bandera. Al llegar la tarde, empiezan los festejos taurinos con una novillada sin picadores que comienza con un acto de la Banda Municipal. El lunes, se realiza otro festejo taurino, en este caso, el rejoneo. Por la noche, se hace la llamada procesión del Rosario, procesión en la que la Virgen se despide del pueblo y no sale más del santuario hasta su traída. Por la mañana del martes se abre la sacristía del Santuario para poder acercarte al camarín de la Virgen y despedirte de ella. Se empiezan a desmontar los chozos, pero en la plaza queda un acto por hacer, que puede ser competiciones, recortes con vaquillas, etc. La romería ha finalizado.

## Antes de la romería
Antes de la romería se realizan una serie de actos como la subasta de los cuartos o el sorteo de los chozos.

### Sorteo de chozos
Varias semanas antes de empezar la romería se sortean las parcelas en las que colocar los chozos, que disponen de la opción de luz. Se trata de un complejo sorteo que dura casi todo el día y se realiza en los exteriores de la Biblioteca Municipal de Villahermosa 

### Libro de la Virgen (programa de festejos)
Cada año, en la tradicional "pedida" celebrada el 28 de agosto los hermanos de la Virgen recorren el pueblo acompañados de la Banda Municipal de Villahermosa repartiendo el programa de festejos de la Romería, que también incluye saludos de las autoridades y de las empresas de la zona. Los libros no tienen precio, lo que das es un donativo. A veces, también se reparte el cartel de los festejos taurinos.

### Subasta de cuartos
La plaza posee unos cuartos en la segunda altura, entre los cuales está el del Ayuntamiento, el del Párroco y el de la Junta. El resto de cuartos se subastan días antes de la romería en los exteriores de la Biblioteca Municipal de Villahermosa y dejan de pertenecer a los ganadores de la subasta del año pasado.

## Orígenes
En el lugar en el que actualmente se encuentra el santuario se apareció supuestamente la Virgen María a un pastor llamado Juan Cortés y le pidió que se erigiera un santuario y se celebrara una romería en su honor en Villahermosa. Desde entonces su culto ha ido creciendo hasta el día de hoy.